# Chalara kendrickii
Chalara kendrickii är en svampart som beskrevs av Nag Raj 1975. Chalara kendrickii ingår i släktet Chalara, divisionen sporsäcksvampar och riket svampar.   Inga underarter finns listade i Catalogue of Life.